# Oprește-te trecătorule!
Oprește-te trecătorule! este un film românesc din 1981 regizat de Slavomir Popovici.